# لستر لوئیز
لستر لوئیز (انگلیسی: Lester Lewis ) یک نویسنده و تولیدکننده تلویزیونی آمریکایی بود که اعتباراتش شامل فیلمهای کمدی مانند «پرواز کنچورها»، «کارولین در شهر» و نمایش لری سندرز بود.